# 王豫照
王豫照，浙江海盐人，是一名清朝政治人物。
王豫照曾于1898年接替郑清濂任上海县知县一职，1899年由蓝采锦接任。